# Samuel R. Külling
Samuel Robert Külling (* 9. Januar 1924 in Glattfelden; † 15. Dezember 2003 in Basel) war ein evangelisch-reformierter Theologe, Pfarrer, Alttestamentler und Gründer und Rektor der Staatsunabhängigen Theologischen Hochschule (STH) in Riehen bei Basel.

## Leben
Külling wuchs in Thun in einer einfachen Familie auf, die sich zur Heilsarmee zählte. Von 1945 bis 1952 studierte er evangelische Theologie an der Universität Bern und am New College in Edinburgh. Er fand es unangemessen, dass viele Professoren die biblischen Texte literarkritisch und theologisch „als menschliches Produkt wie irgendein Buch der Weltliteratur“ behandelten, statt sie als Wort Gottes und Heilige Schrift auszulegen. Von 1953 bis 1959 war er Pfarrer in der evangelisch-reformierten Kirchgemeinde im mehrheitlich römisch-katholischen Porrentruy. In dieser Zeit lernte er zusätzlich Niederländisch und Akkadisch. Von 1959 bis 1960 absolvierte er ein Studienjahr in Jerusalem und doktorierte 1964 an der Freien Universität Amsterdam im Alten Testament. Die Dissertation zu Genesis 17 stellte den Bundesschluss Gottes mit Abraham in den Zusammenhang der orientalischen Kulturen des 2. vorchristlichen Jahrtausends. Von 1964 bis 1970 unterrichtete Külling am Predigerseminar und Bibelschule St. Chrischona auf St. Chrischona bei Basel, ab 1965 auch an der Faculté Libre de Théologie Evangélique in Vaux-sur-Seine bei Paris. Von 1965 bis 1979 war er Vorsitzender des Bibelbundes und Schriftleiter der Zeitschrift Bibel und Gemeinde.

### Gründung der FETA
1966 veröffentlichte er Das Uebel an der Wurzel erfassen, woraus ein Verein entstand, der eine „bibeltreue“ theologische Hochschule im deutschen Sprachraum errichten wollte. 1970 erhielt dieser Verein von der Basler Regierung gegen den Willen der Universität Basel die Erlaubnis für die „Errichtung und Führung einer vom Staat und von der Universität unabhängigen Lehrstätte zur Ausbildung von Pfarrern“. Die Schule wurde Freie Evangelische Theologische Akademie (FETA) genannt. Die Dozierenden aus evangelischen, reformierten und Freikirchen aus aller Welt mussten folgende Punkte unterstützen: „Ganze Inspiration der Bibel durch den Geist Gottes, ganze Wahrheit in jeder Hinsicht und ganze Einheit ohne wirkliche Widersprüche“. Zudem legte Külling großen Wert auf das Erlernen der Grundsprachen Hebräisch, Aramäisch und Griechisch. 1980 zählte die in Riehen ansässige Schule bereits über 180 Studierende, mehr als die theologische Fakultät in Basel. Um die Anerkennung der Ausbildung durch die evangelischen Landeskirchen des deutschen Sprachraums musste Külling kämpfen; in der Schweiz und Österreich konnte er Teilerfolge verbuchen. Er war sowohl in sachlicher als auch in disziplinarischer Hinsicht ein autoritärer Rektor, so dass es zu Konflikten mit Professoren und Studierenden kam und ab 1985 die Anzahl der Studierenden wieder abnahm.
Von 1978 bis 1988 arbeitete Külling im „Internationalen Rat für Biblische Irrtumslosigkeit“ (ICBI) mit, woraus die drei Chicago-Erklärungen zur Bibel entstanden sind. Von 1980 bis 2003 gab er auch die exegetische und kirchenpolitische Zeitschrift Fundamentum heraus.
1987 konnte er noch ein Seminar für Doktoralstudien in Genf einrichten, das jedoch nur 6 Personen absolviert haben.

## Werke

### Als Autor, Mitautor und Mitarbeiter
- mit Merrill Frederick Unger: Bibel aktuell. Band 3. Die Propheten. Schulte 1970
- mit Merrill Frederick Unger: Bibel aktuell. Band 6. Hebräer bis Offenbarung. Schulte 1971

- Zur Datierung der „Genesis-P-Stücke“ namentlich des Kapitels Genesis 17. 2. Auflage. Immanuel, Riehen 1985. ISBN 978-3-9520138-1-6
- Eine andere Theologen-Ausbildung. Immanuel, Riehen 1986
- Der Schöpfungsbericht und naturwissenschaftliche Fragen. Immanuel, Riehen 1987
- mit Ernst Hoffmann: Wenn jemand hinwegnimmt … Geistesgaben heute. 3. Auflage. Immanuel, Riehen 1998. ISBN 978-3-9521157-1-8

### Herausgeberschaften
- Theologie unter dem Wort. Beiträge der FETA (Freie Evangelisch-Theologische Akademie Basel) zu Lehre und Forschung. Immanuel, Riehen 1984, ISBN 3-9520138-0-3
- Jacob Klapwijk: Philosophische Kritik und göttliche Offenbarung. Über Religionskritik, Kulturkritik, Gesellschaftskritik und Vernunftkritik im modernen Denken. Immanuel, Riehen 1991. ISBN 978-3-9520138-3-0
- Herman J. Hegger: Die katholische Kirche auf dem Prüfstand. 3. Auflage. Immanuel, Riehen 1995, ISBN 978-3-9520138-7-8
- James M. Boice, John H. Gerstner, Gleason L. Archer, Kenneth S. Kantzer, James Innell Packer, Robert Charles Sproul, Francis Schaeffer: Die Unfehlbarkeit der Bibel. 2. Auflage. Immanuel, Riehen 1995. ISBN 978-3-9520138-8-5
- Andreas Symank: Werden alle Menschen gerettet? Überlegungen zur Lehre der Allversöhnung. 3. Auflage. Immanuel, Riehen 1997. ISBN 978-3-9521157-0-1